# Bhanpuri
Bhanpuri là một thị trấn thống kê (census town) của quận Raipur thuộc bang Chhattisgarh, Ấn Độ.

## Địa lý
Bhanpuri có vị trí 21°06′B 80°55′Đ / 21,1°B 80,92°Đ Nó có độ cao trung bình là 301 mét (987 foot).

## Nhân khẩu
Theo điều tra dân số năm 2001 của Ấn Độ, Bhanpuri có dân số 16.357 người. Phái nam chiếm 53% tổng số dân và phái nữ chiếm 47%. Bhanpuri có tỷ lệ 65% biết đọc biết viết, cao hơn tỷ lệ trung bình toàn quốc là 59,5%: tỷ lệ cho phái nam là 74%, và tỷ lệ cho phái nữ là 55%. Tại Bhanpuri, 17% dân số nhỏ hơn 6 tuổi.